# Asakura (familie)

Familiesymbool

De Asakura-clan (Japans: 朝倉氏, Asakura-shi) was een familie van  Japanse daimyo, die af zou stammen van prins Kasukabe (662-689), zoon van keizer Temmu (631-686).
De Asakura-clan vocht samen met de Azai-clan en de priester-krijgers van de berg Hiei, tegen Oda Nobunaga in de late 16e eeuw. Ze werden verslagen in de Slag bij Anegawa in 1570, en zo goed als vernietigd toen hun thuisbasis, kasteel Ichijodani, drie jaar later in werd genomen. 

## Bekende leden
- Asakura Toshikage (1428-1481)
- Asakura Norikage (1474-1552)
- Asakura Takakage (1493-1546)
- Asakura Yoshikage (1533-1573)
- Asakura Kagetake (1536-1575)